# Фейрленд (Меріленд)
Фейрленд (англ. Fairland) — переписна місцевість (CDP) в США, в окрузі Монтгомері штату Меріленд. Населення — 25 396 осіб (2020).

## Географія
Фейрленд розташований за координатами 39°4′50″ пн. ш. 76°57′6″ зх. д. / 39.08056° пн. ш. 76.95167° зх. д. (39.080478, -76.951691).  За даними Бюро перепису населення США в 2010 році переписна місцевість мала площу 12,79 км², з яких 12,75 км² — суходіл та 0,05 км² — водойми.

## Демографія
Згідно з переписом 2010 року, у переписній місцевості мешкала 23 681 особа в 8827 домогосподарствах у складі 5930 родин. Густота населення становила 1851 особа/км².  Було 9356 помешкань (731/км²).
Расовий склад населення:
| - 51,9 % — чорних або афроамериканців - 24,5 % — білих - 14,5 % — азіатів - 0,3 % — корінних американців - 0,1 % — вихідців з тихоокеанських островів - 4,8 % — осіб інших рас |

До двох чи більше рас належало 3,9 %. Частка іспаномовних становила 12,0 % від усіх жителів.
За віковим діапазоном населення розподілялося таким чином: 25,7 % — особи молодші 18 років, 66,7 % — особи у віці 18—64 років, 7,6 % — особи у віці 65 років та старші. Медіана віку мешканця становила 33,4 року. На 100 осіб жіночої статі у переписній місцевості припадало 84,3 чоловіків;  на 100 жінок у віці від 18 років та старших — 78,4 чоловіків також старших 18 років.
Середній дохід на одне домашнє господарство  становив 89 040 доларів США (медіана — 72 493), а середній дохід на одну сім'ю — 95 973 долари (медіана — 81 596). Медіана доходів становила 56 404 долари для чоловіків та 52 705 доларів для жінок. За межею бідності перебувало 9,3 % осіб, у тому числі 14,5 % дітей у віці до 18 років та 3,6 % осіб у віці 65 років та старших.
Цивільне працевлаштоване населення становило 12 984 особи. Основні галузі зайнятості: освіта, охорона здоров'я та соціальна допомога — 32,6 %, науковці, спеціалісти, менеджери — 16,9 %, роздрібна торгівля — 10,7 %, публічна адміністрація — 8,7 %.